# Aéroport international de Brasília
Pour les articles homonymes, voir BSB.
L'aéroport international de Brasília – Presidente Juscelino Kubitschek (code IATA : BSB • code OACI : SBBR)  est un aéroport international brésilien situé à Lago Sul, dans le District fédéral. Il dessert notamment Brasília, la capitale du Brésil.

## Historique
Les travaux de construction de l'aéroport, commencés le 6 novembre 1956, ont duré un peu moins de six mois et ont nécessité le déblaiement d'une superficie de 1 334 000 m2, unterrassement de 178 500 m², socle stabilisé de 40 900 m², revêtement de 73 500 m².
L'aéroport a été officiellement ouvert le 3 mai 1957.

## Plan de l'aéroport

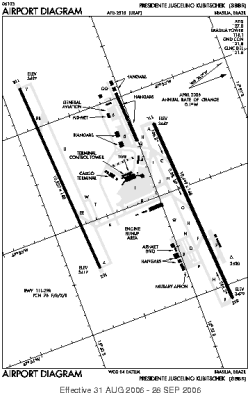
Plan des pistes et de l'aéroport

## Situation
| \| 200 km1:42 212 000 \| São Paulo-Guarulhos São Paulo-Congonhas Brasília Rio-Galeão Belo Horizonte Campinas Rio-Santos-Dumont Recife Porto Alegre Salvador Fortaleza Curitiba Florianópolis Belém Vitória Goiânia Manaus Navegantes |
| 200 km1:42 212 000 |

## Statistiques
Pour des raisons techniques, il est temporairement impossible d'afficher le graphique qui aurait dû être présenté ici.

Voir la requête brute et les sources sur Wikidata.

### Zoom sur l'impact du covid de 2019-2020
Pour des raisons techniques, il est temporairement impossible d'afficher le graphique qui aurait dû être présenté ici.

Voir la requête brute et les sources sur Wikidata.

## Compagnies et destinations
| Compagnies              | Destinations |
| ----------------------- | --- |
| American Airlines       | Miami |
| Azul Brazilian Airlines | Belo Horizonte, São Paulo/Campinas, Cuiabá (en), Recife, Paranaguá, São Paulo/Guarulhos |
| Copa Airlines           | Panama-Tocumen |
| Gol Transportes Aéreos  | - Aracaju (en), - Belém, - Belo Horizonte, - Boa Vista, - Buenos Aires-Ezeiza, - São Paulo/Campinas, - Cancún, - Cruzeiro do Sul, - Cuiabá (en), - Curitiba, - Fortaleza, - Goiânia, - João Pessoa, - Macapá, - Maceió, - Manaus, - Marabá, - Miami, - Natal, - Orlando, - Palmas (en), - Porto Alegre, - Porto Seguro (en), - Porto Velho (en), - Recife, - Rio Branco, - Rio de Janeiro/Galeão, - Paranaguá, - Salvador de Bahia, - São Luís, - São Paulo/Congonhas, - São Paulo/Guarulhos, - Teresina, - Uberlândia                                  |
| LATAM Brasil            | - Aracaju (en), - Belém, - Belo Horizonte, - Boa Vista, - Buenos Aires-Ezeiza, - São Paulo/Campinas, - Campo Grande, - Cuiabá (en), - Curitiba, - Florianópolis, - Fortaleza, - Foz do Iguaçu, - Goiânia, - Ilhéus (en), - Imperatriz, - João Pessoa, - Macapá, - Maceió, - Manaus, - Marabá, - Natal, - Porto Alegre, - Porto Seguro (en), - Porto Velho (en), - Recife, - Rio Branco, - Rio de Janeiro/Galeão, - Paranaguá, - Santarém, - Salvador de Bahia, - São Luís, - São Paulo/Congonhas, - São Paulo/Guarulhos, - Sinop, - Teresina, - Vitória |
| LATAM Chile             | Santiago du Chili-A.-M.-Benítez |
| LATAM Paraguay          | Asuncion-S.-Pettirossi |
| LATAM Perú              | Lima-J. Chávez |
| TAP Air Portugal        | Lisbonne-H. Delgado |
| Voepass Linhas Aéreas   | Araguaína, Barreiras (en), Ribeirão Preto (en), São José do Rio Preto (en), Uberlândia |

Édité le 03/02/2020